# Assouplissement qualitatif
L'assouplissement qualitatif (en anglais : qualitative easing) désigne un type de politique monétaire de type non conventionnel par laquelle une banque centrale rachète des titres de dette publique ou des créances de faible qualité et les échange contre de la monnaie ou contre des actifs de qualité. Cela permet à la banque centrale de modifier la distribution des actifs en circulation sur les marchés, et ainsi d'aspirer des actifs toxiques qui pourraient mettre en danger le système. 

## Concept
L'assouplissement qualitatif est une politique non conventionnelle car elle est utilisée lorsque la banque centrale n'arrive plus à atteindre ses objectifs par l'utilisation de ses outils conventionnels, tels que le maniement des taux directeurs. L'assouplissement qualitatif est alors souvent mis en œuvre, parallèlement à l'assouplissement quantitatif.
Le qualitative easing permet à la banque centrale d'aider les banques commerciales : ces dernières délestent leur bilan de créances douteuses ou toxiques, que la banque centrale récupère et stocke jusqu'à la fin de vie de l'actif douteux. La banque centrale peut payer avec de la monnaie, ou échanger la créance douteuse contre des créances de qualité (titres de dette française, allemande, etc.). Le qualitatif easing vise ainsi à modifier la distribution d'actifs entre les mains du secteur privé, c'est-à-dire de modifier le mix d'actifs en circulation sur les marchés. Comme il s'agit principalement d'une modification de la composition des actifs, cette politique monétaire peut ne pas avoir pour effet de faire gonfler la taille du bilan de la banque centrale.  
De manière pratique, la banque centrale rachète aux acteurs financiers en principes des titres de dettes, notamment des obligations publiques (titres de dette publique) ou privées (obligations d'entreprise), et, dans certaines circonstances des titres adossés à des actifs comme des titres hypothécaires. Les achats de la banque centrale modifient l'équilibre entre l'offre et la demande, et fait varier les prix. En exerçant une pression à la hausse sur les actifs de faible valeur, leur prix augmente, ce qui renforce indirectement la solidité des entreprises (financières ou pas) qui les détiennent. 
L'assouplissement qualitatif fait l'objet de recherches dans le monde académique. Les études empiriques sont facilitées par la pratique du qualitative easing par le Japon et la Banque du Japon dès 2013.